# Kanaláki
Kanaláki är en kommunhuvudort i Grekland.   Den ligger i prefekturen Nomós Prevézis och regionen Epirus, i den västra delen av landet, 300 km nordväst om huvudstaden Aten. Kanaláki ligger 26 meter över havet och antalet invånare är 2 446.
Terrängen runt Kanaláki är huvudsakligen kuperad, men norrut är den bergig. Kanaláki ligger nere i en dal. Runt Kanaláki är det ganska glesbefolkat, med 30 invånare per kvadratkilometer. Kanaláki är det största samhället i trakten. == Kommentarer ==
1. ↑  Framräknat ur variansen i alla höjduppgifter (DEM 3") från Viewfinder Panoramas, inom 10 km radie.[2] Mer om algoritmen finns här: Användare:Lsjbot/Algoritmer.